# آلبر شارتیه
آلبر شارتیه (فرانسوی: Albert Chartier‎؛ زادهٔ) دوچرخه‌سوار اهل فرانسه است.